# Антигуа
Антигуа (англ. Antigua; також відомий як Вададлі, що на мові корінного населення острова означає «наша власність») — острів у східній частині Карибського моря, в групі Малих Антильських островів. Головний острів країни Антигуа і Барбуда. З іспанської мови слово «антигуа» перекладається як «стародавній», а сама назва була надана Христофором Колумбом в честь церкви в Іспанії - Santa Maria La Antigua.

## Загальні відомості
Площа острова – приблизно 281 км² (108 миль²), берегова лінія – 87 км. Населення острова відповідно до перепису проведеного у 2011 році становить 80 161 чоловік.). Є одним з найбільш економічно розвиненим островом регіону. Основний сектор економіки – туризм, банківська справа, офшорний бізнес. Сільськогосподарський сектор працює на задоволення внутрішнього попиту.
Приблизно 31 000 чоловік проживає у столиці острова – місті Сент-Джонс. Столиця розташована у північно-західній частині острова та має глибоку затоку, яка спроможна приймати великі круїзні кораблі. Поряд із столицею розташований міжнародний аеропорт VC Bird. Згідно з переписом населення 2001 року, інші міста з порівняно великою кількістю жителів: Ол Сентс — 3 412 чоловік, Ліберта — 2 239 чоловік.
Англійська гавань, яка розташована на південному-сході острова відома завдяки тому, що там можливо сховатись під час сильних штормів. У гавані розташований відреставрований форт «Nelson's Dockyard» колоніальної епохи, який названий на честь віце-адмірала Гораціо Нельсон. Сьогодні Англійська бухта та сусіднє містечко Фалморт відомі по всьому світі завдяки проведенню кожного року Antigua Sailing Week у кінці квітня, початку травня. На цю регатту збирається найвідоміші спортсмени та яхти зі всього світу.

## Історія
Острів був відкритий Колумбом у 1493 році (за іншими даними в 1496). У 1632 році колонізований Великою Британією. Франція у 1666 році спробувала захопити острів, але не вдало. У 1834 році на острові скасована рабська праця. У 1940 році США за угодою з Англією розмістили на острові військову базу.

## Географія
Клімат на острові тропічний, з невеликими сезонними коливаннями температури. Острів переважно складається з коралових вапняків. Високі берегові скелі порізані безліччю бухт та вузькими затоками, а деякі з яких формують зручні гавані. Поверхня острова порівняно полога (деякі перепади рельєфу спостерігається у її південно-західній частині). На острові немає гірського хребта, як на більшості інших Карибських островів.
Через відсутність річок, та малої кількості струмків і майже повної вирубки лісу, на Антигуа часто трапляється посуха, хоча у середньому на рік випадає 1 158 мм опадів. Ця проблема частково вирішується за допомогою опріснення морської води. На острові розташовані безліч пляжів.

## Економіка
Економіка острова орієнтована на туризм, та позиціонує відпочинок як «люксовий». Також на острові розвивається медицина. Антигуа є центром он-лайнових азартних ігор. Острів був одним з перших, хто дозволив такий вид азартних ігор.  
Великі готелі розташовані на всьому узбережжю острова, а рейси до місцевого аеропорту виконують декілька великих авіакомпаній, зокрема: Virgin Atlantic, British Airways, US Airways, American Airlines, United Airlines, Delta Air Lines, Caribbean Airlines, Air Canada та LIAT. З аеропорту виконуються рейси і на острів Барбуда. Невелика база Військово-повітряних сил США розташована біля аеропорту, яка використовується для управління космічними запусками та зв’язку.
Офіційна валюта острова – Карибський долар. Проте багато цін вказані у доларах США. Карибський долар має прив’язку до долара США по курсу $1 US = $2,7169 EC.

## Галерея

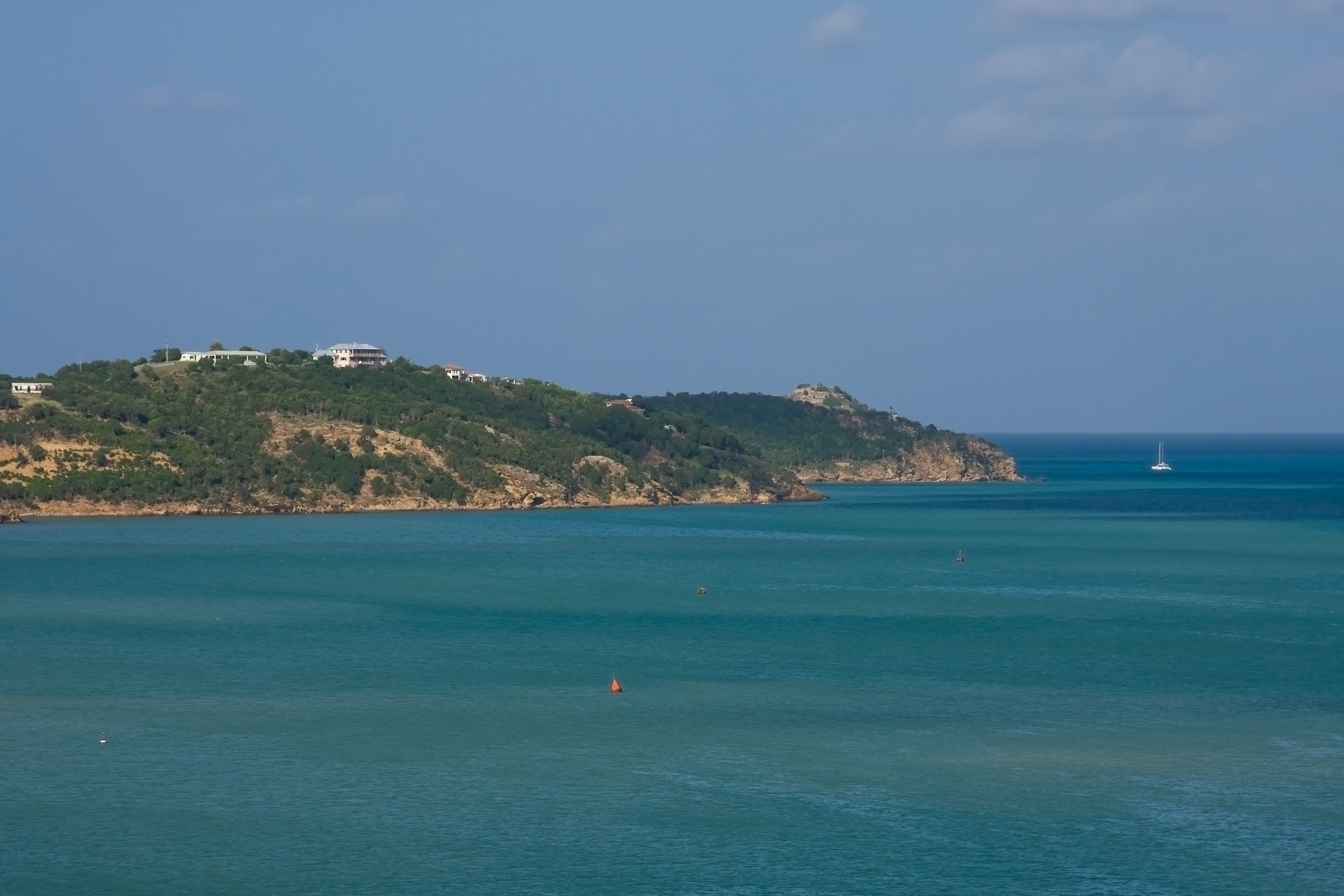
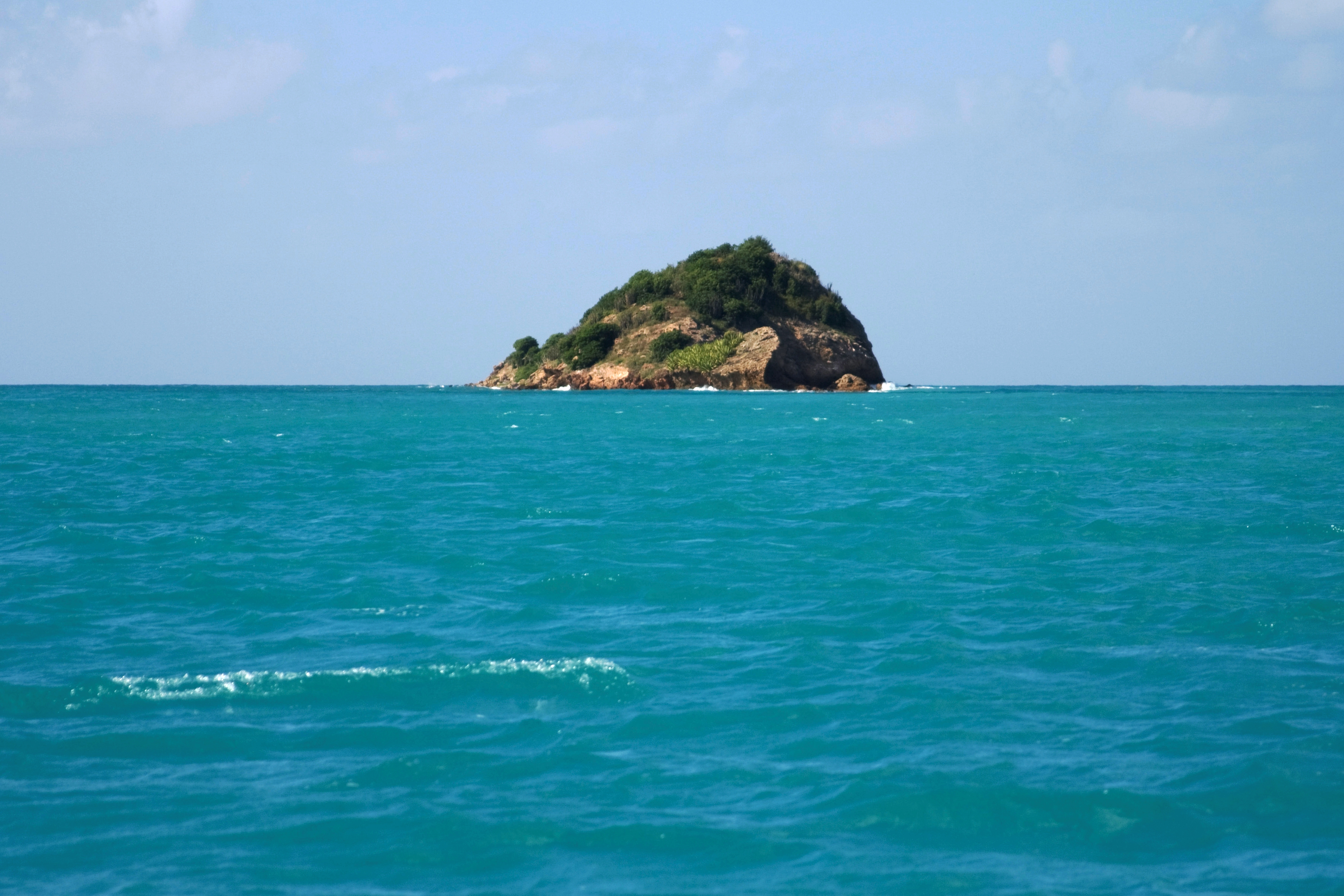
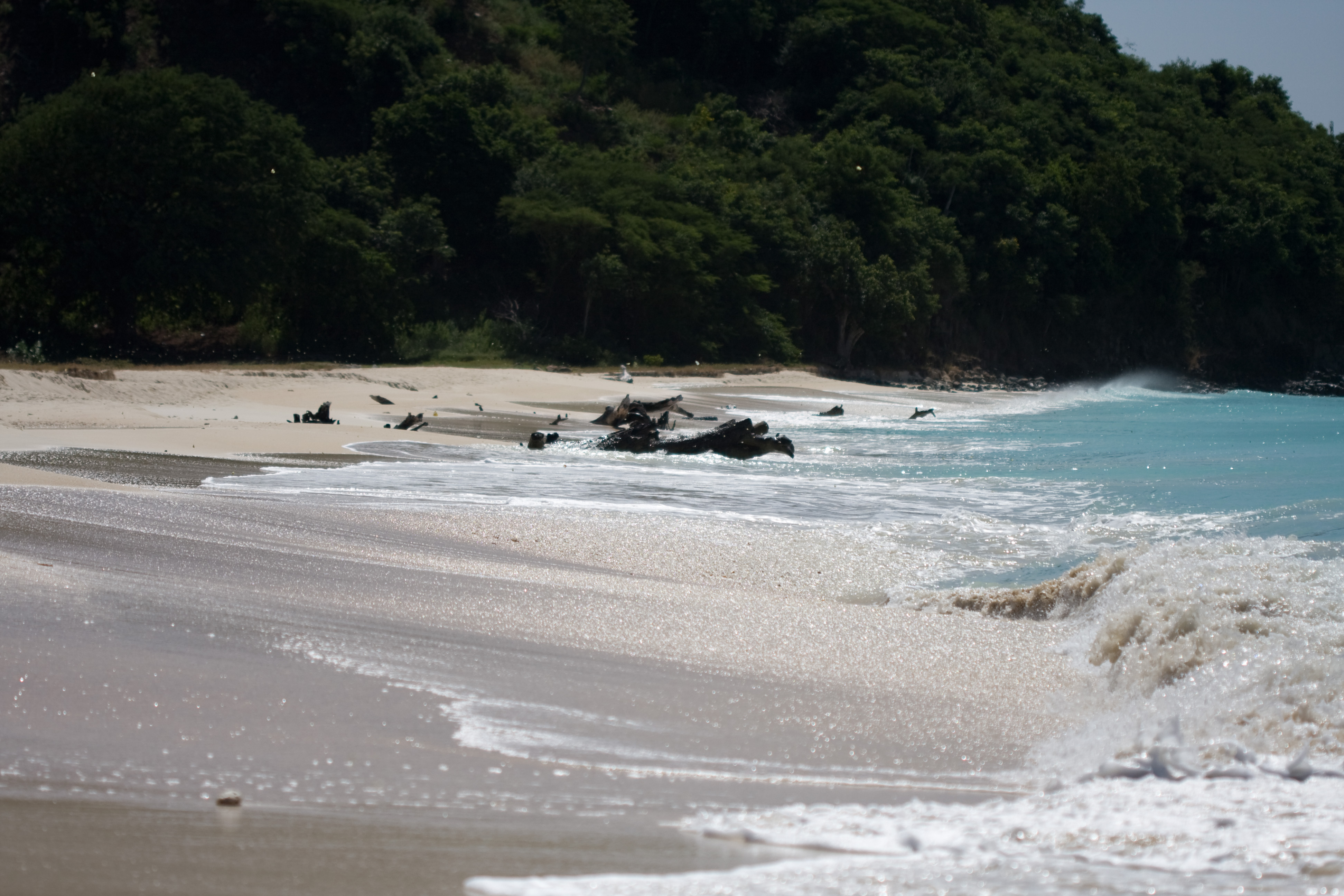
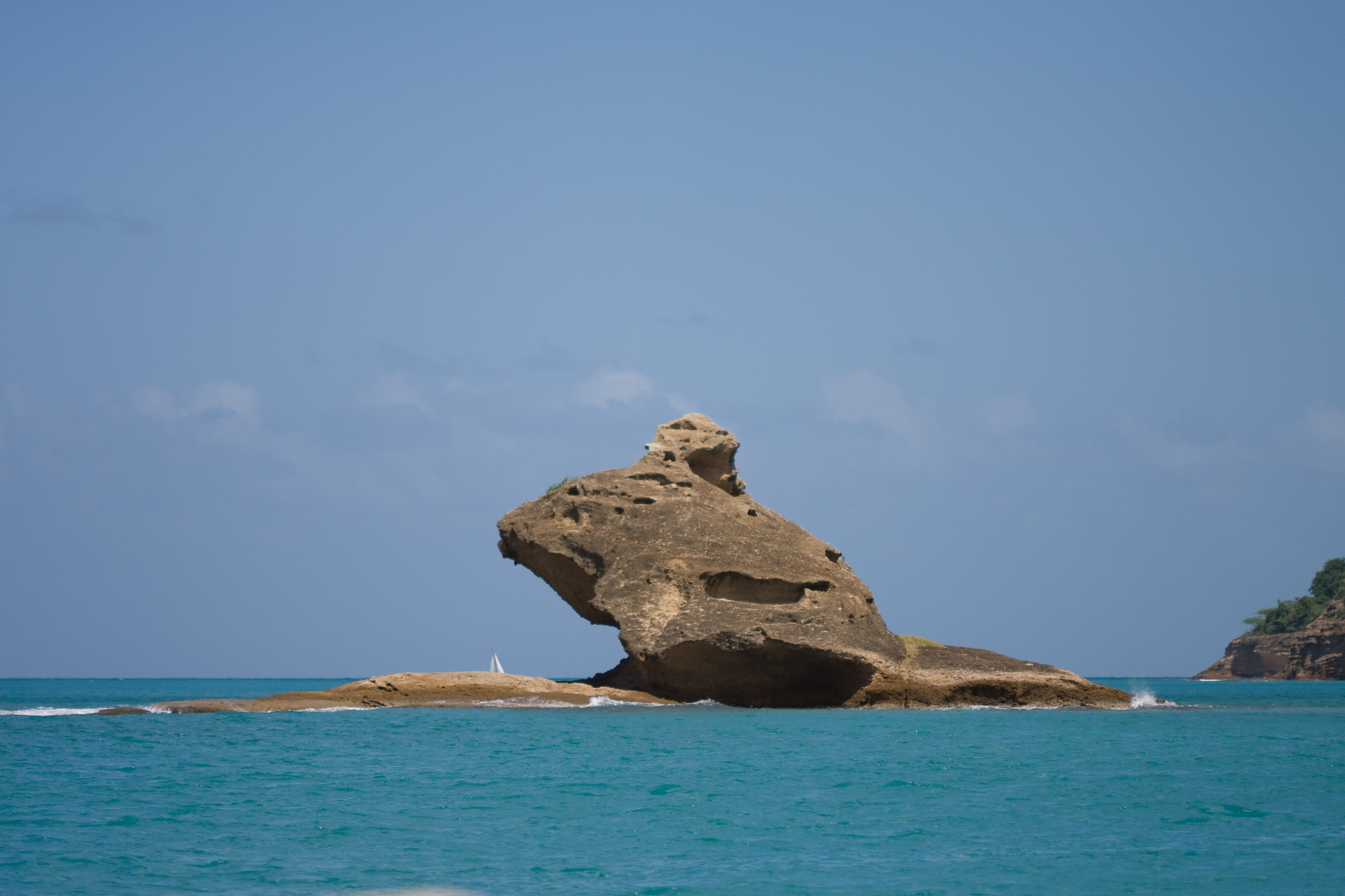
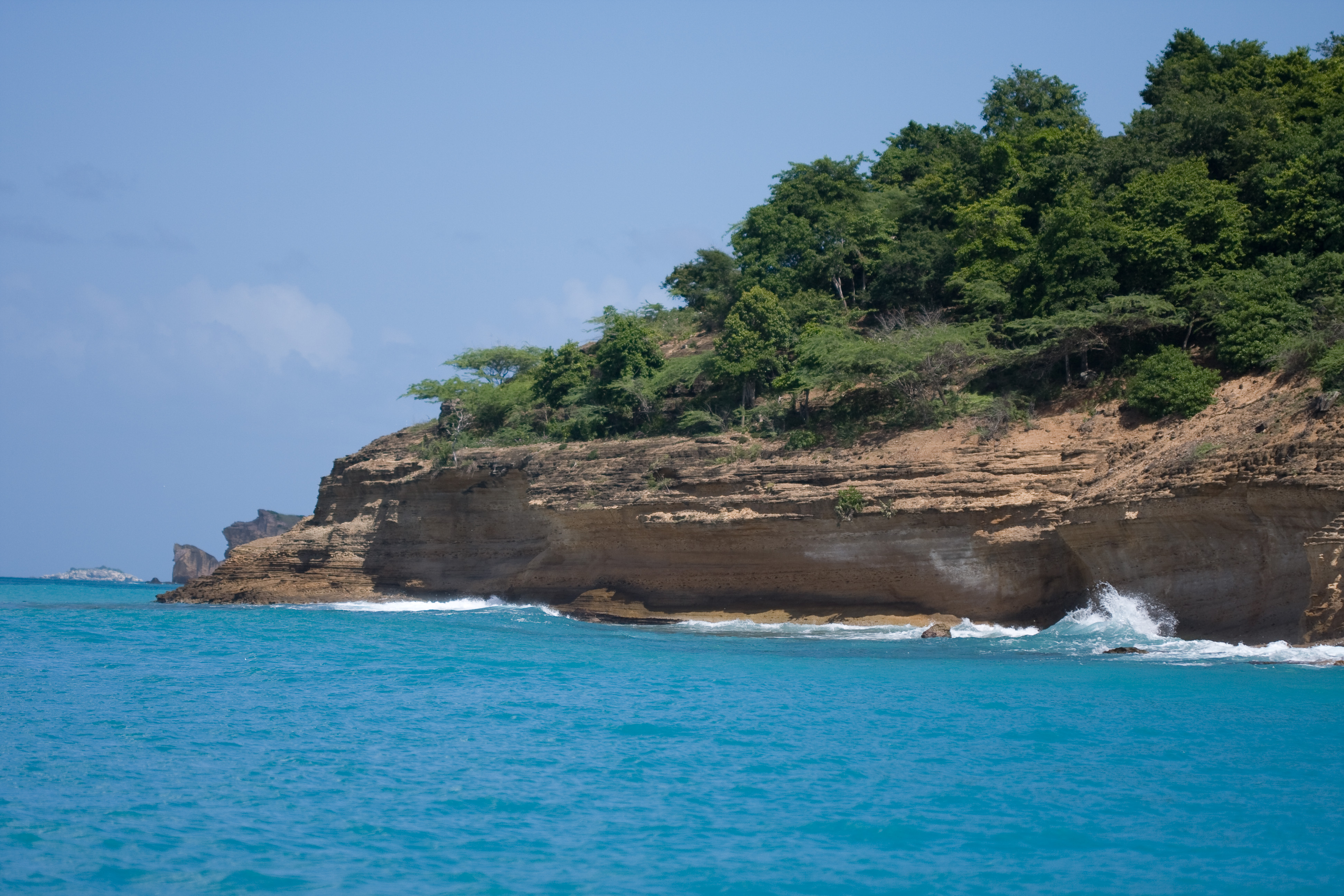
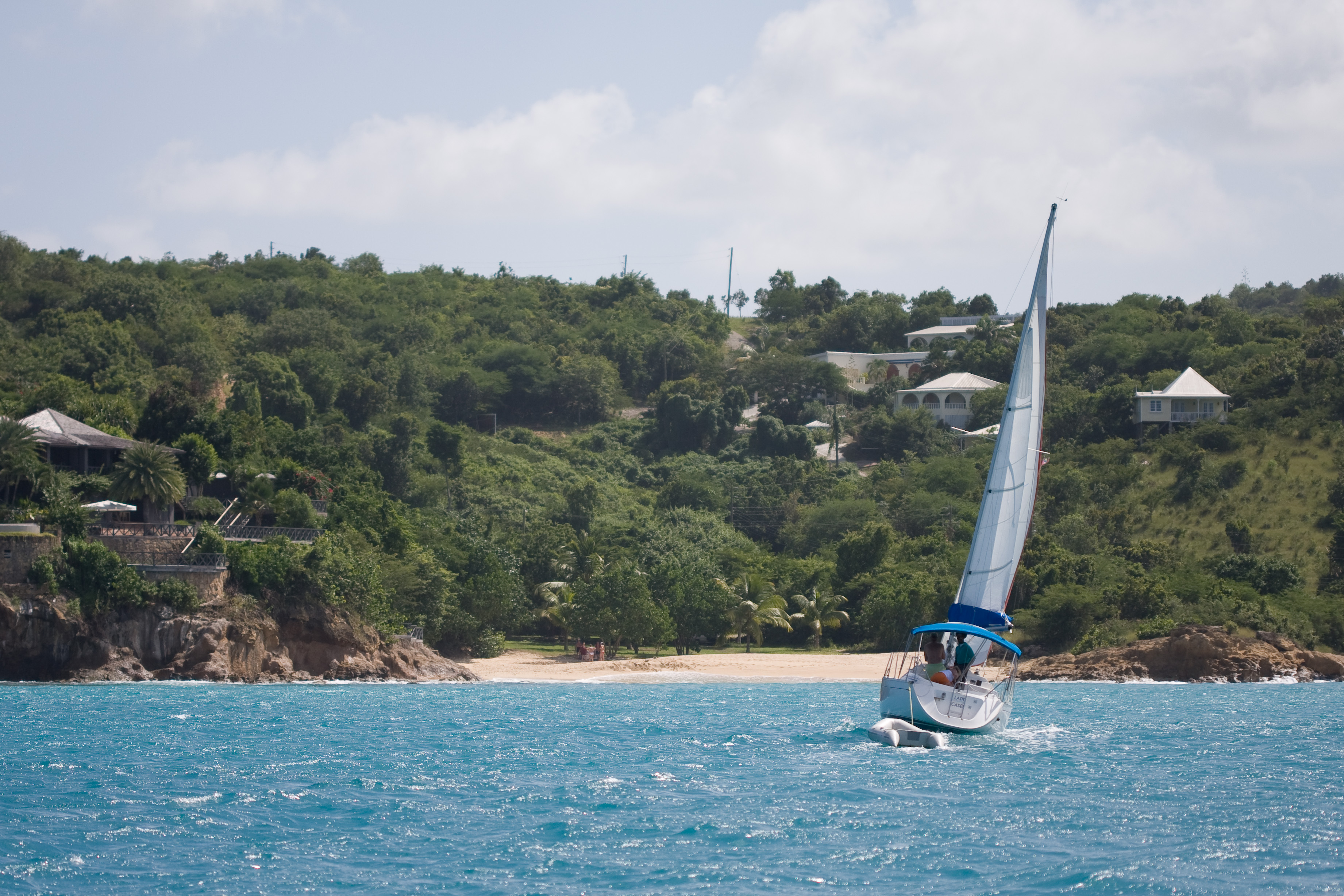
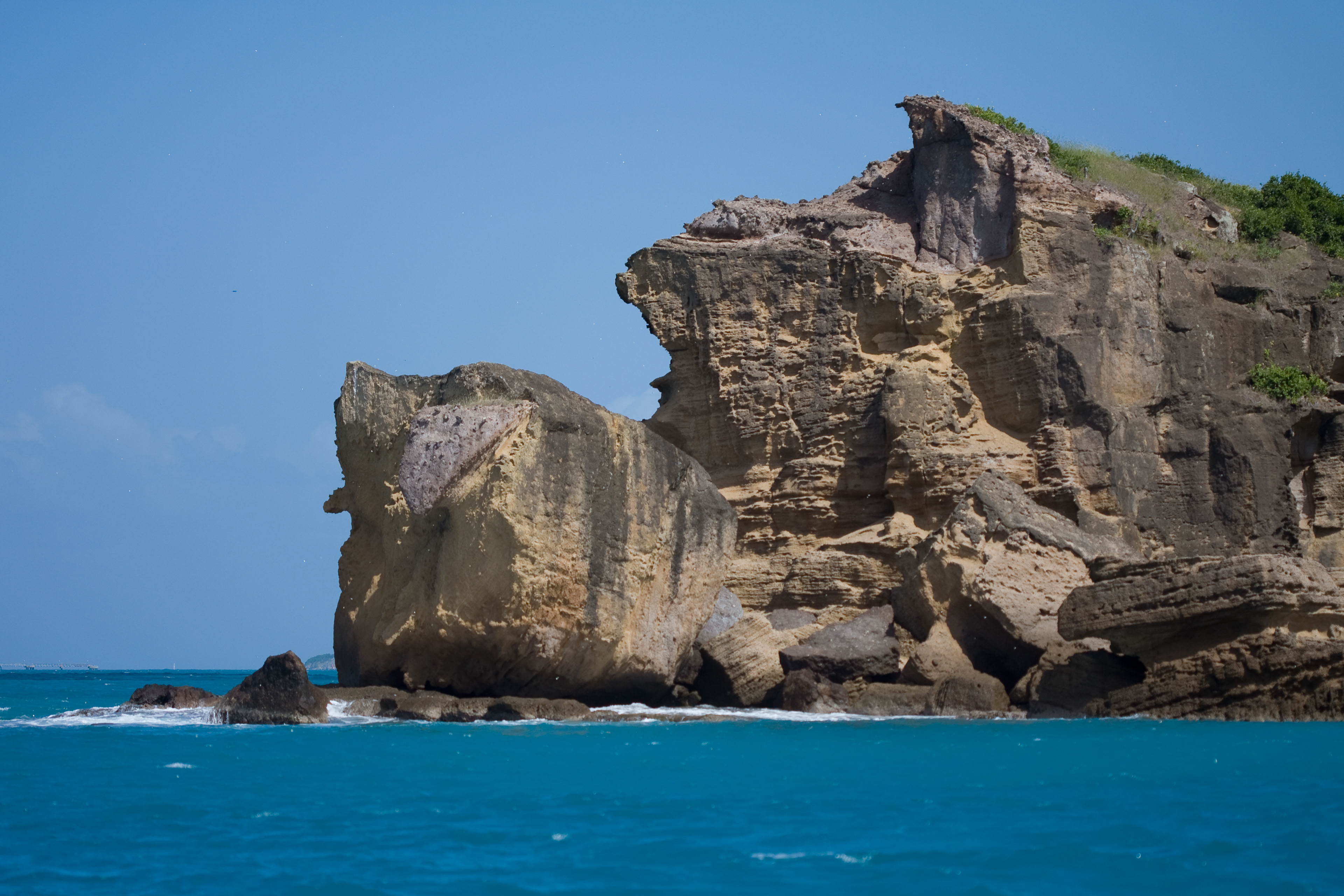
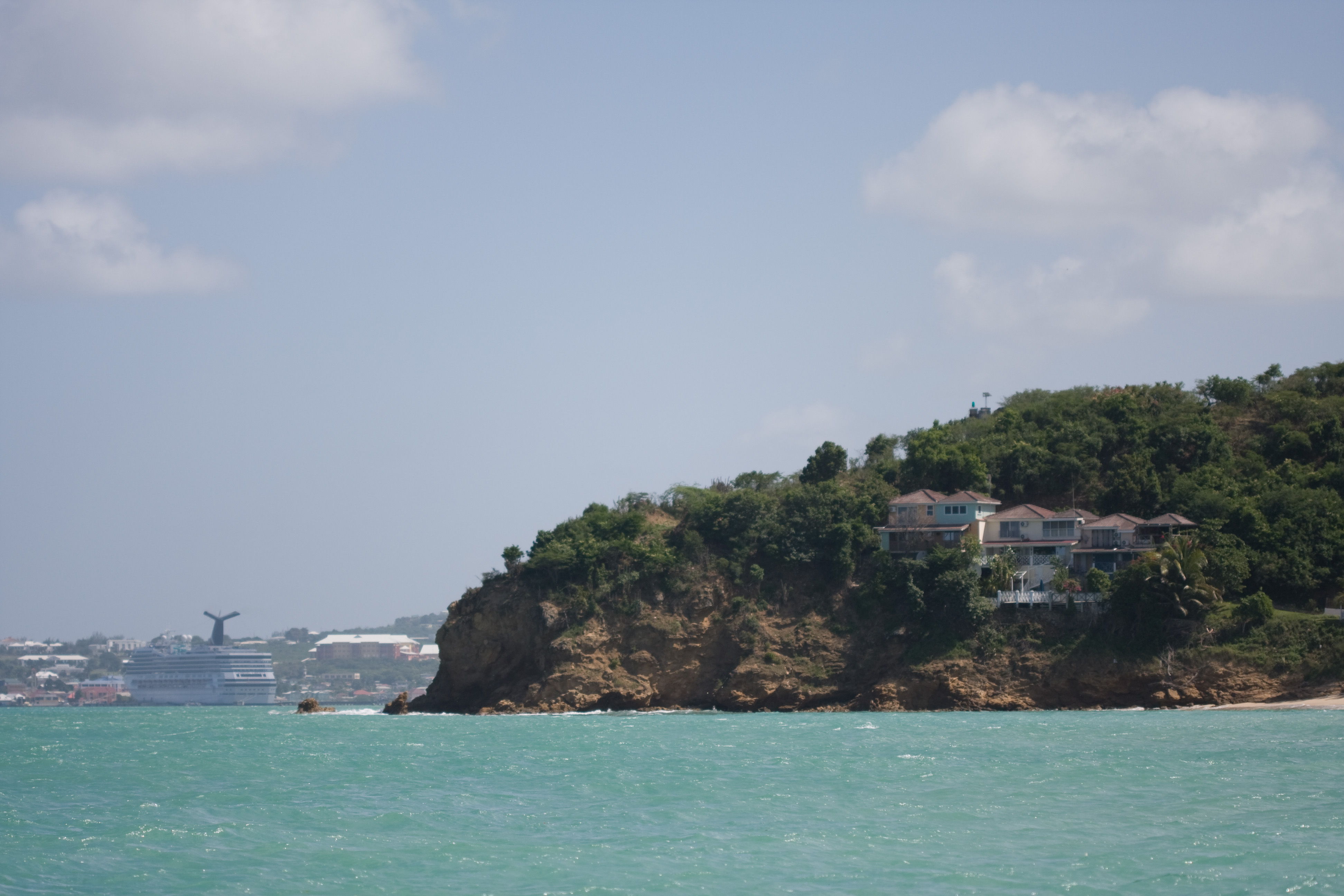
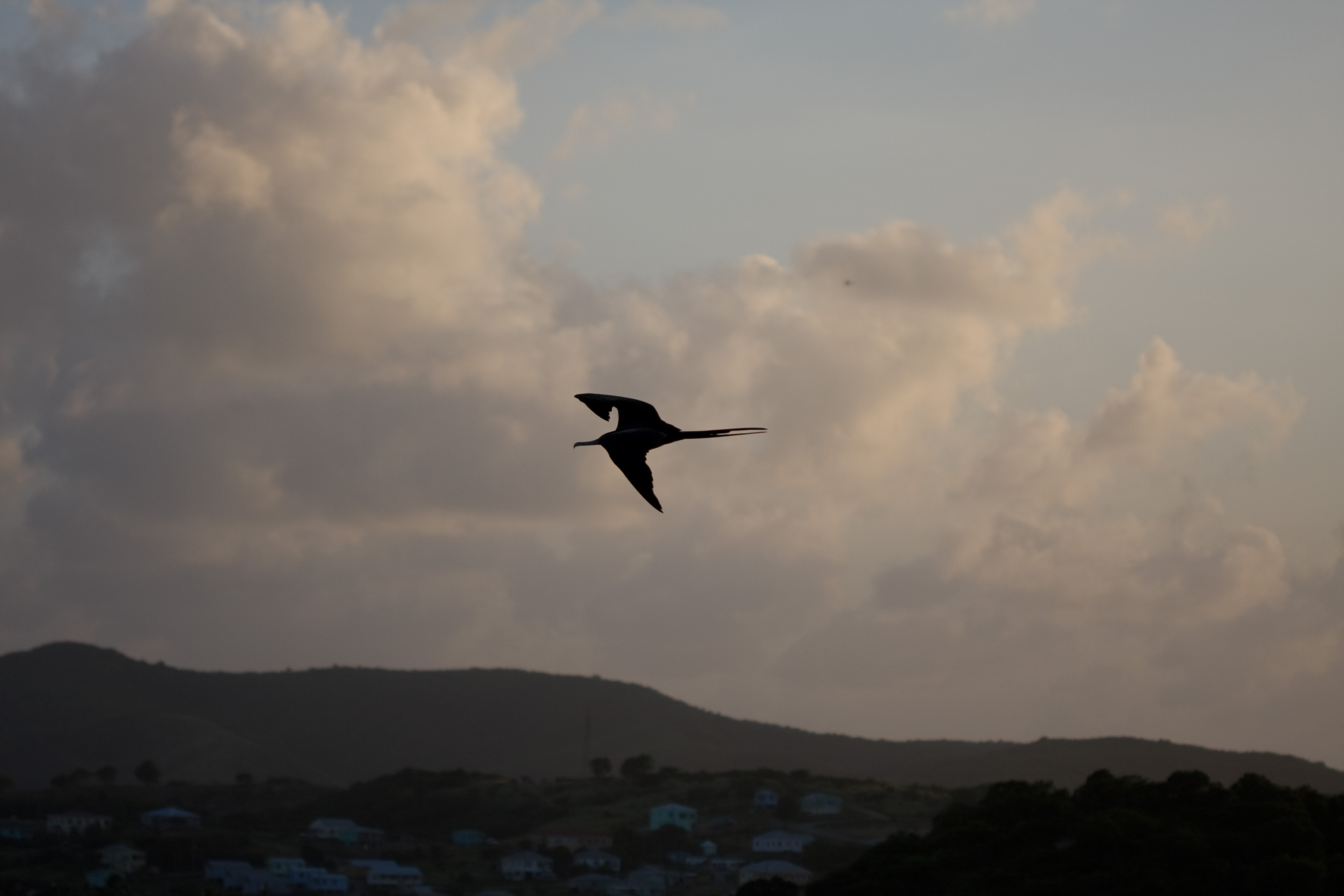
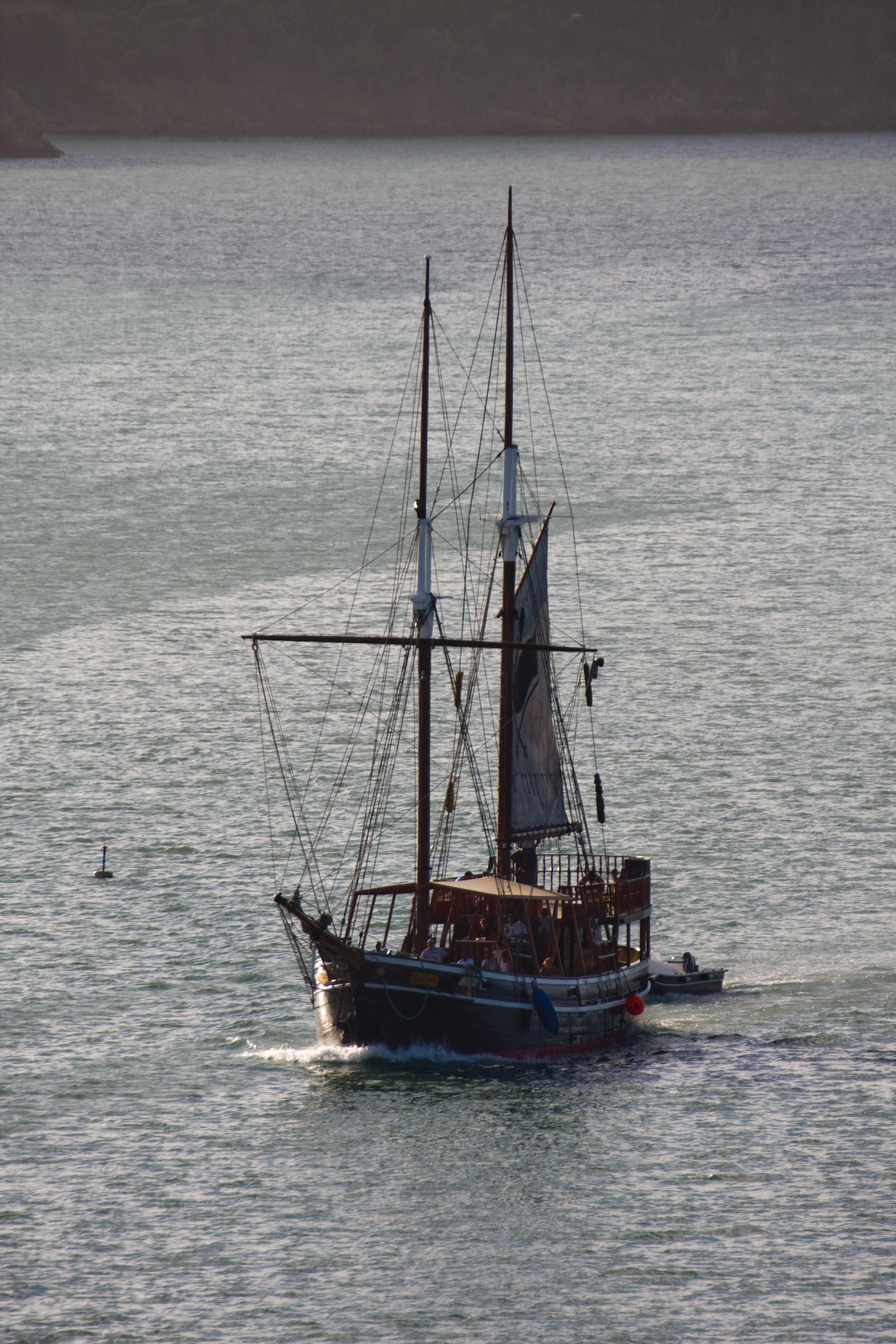
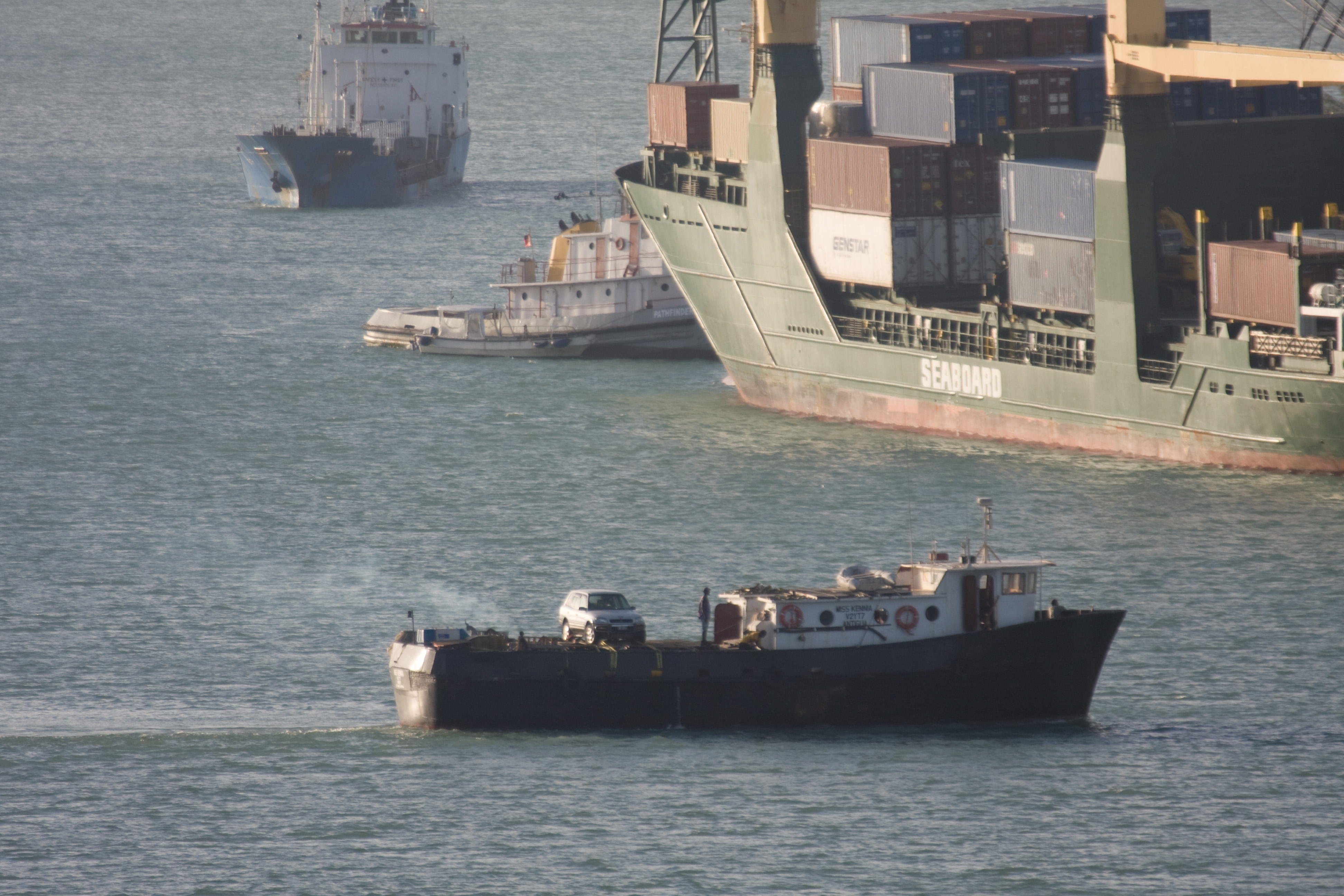
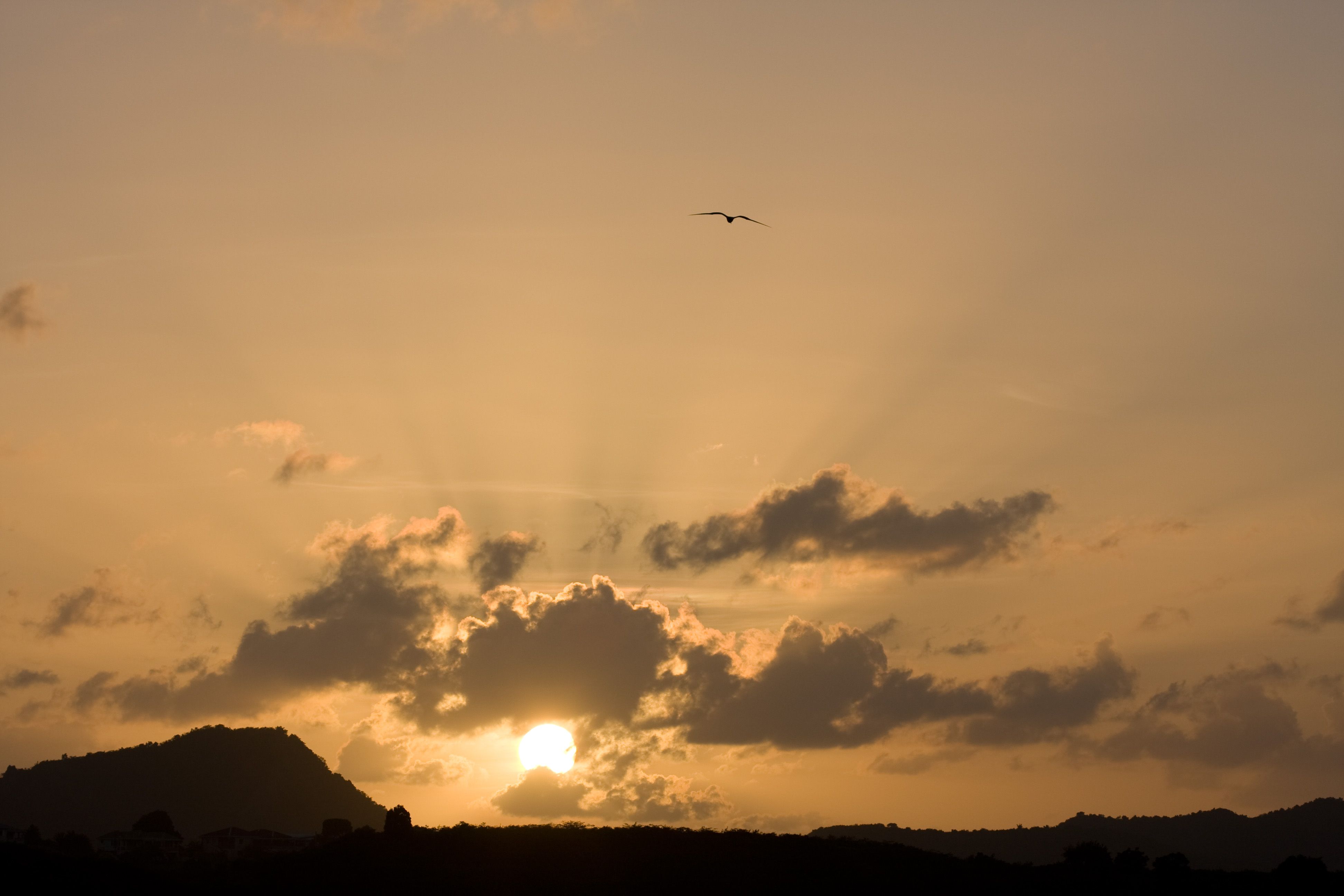